# HSM-49
L'Helicopter Maritime Strike Squadron 49 (HSM-49) è uno squadrone di elicotteri d'attacco marittimo della Marina degli Stati Uniti basato sulla Naval Air Station North Island, California.
Gli "Scorpions" (HSM-49) sono uno squadrone della flotta operativa con base a NAS North Island. Il loro codice di coda è TX e il loro nominativo radio è "Red Stinger". Lo squadrone è equipaggiato con l'elicottero MH-60R Seahawk.

## Storia
Il 1 ° aprile 2015 lo squadrone venne  rinominato HSM-49, precedentemente denominato Helicopter Anti-Submarine Squadron Light 49 (HSL-49). Il HSL-49 venne fondato il 23 marzo 1990 quando la Marina degli Stati Uniti si convertì dagli elicotteri anti-sottomarini leggeri SH-2 Seasprite all'SH-60B Seahawk. Gli Scorpions furono schierati per la prima volta nel novembre 1990 con il distaccamento 1 imbarcato sulla USS Ford (FFG-54).

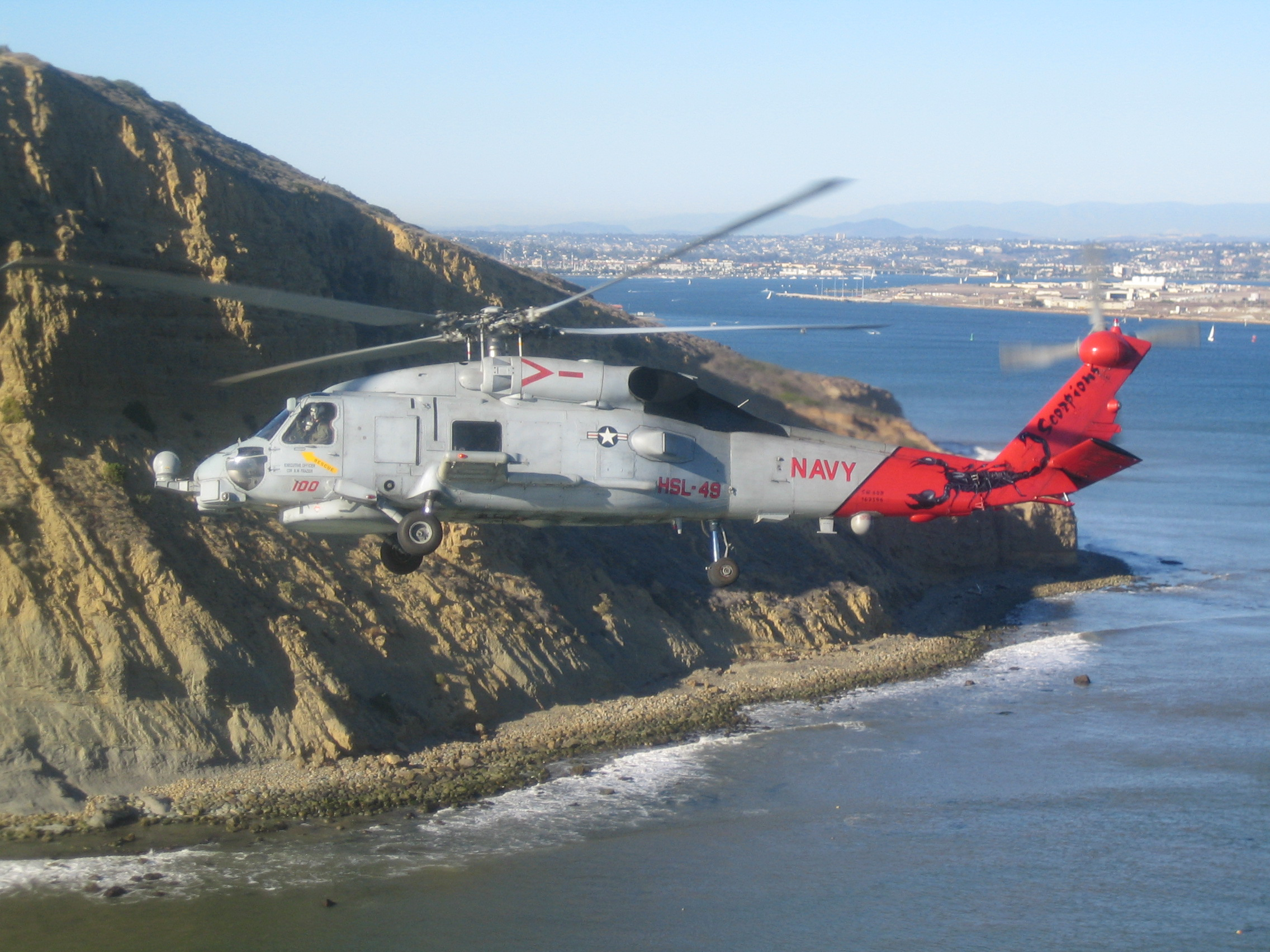
Un elicottero SH-60B Seahawk del HSL-49 vicino a Point Loma, San Diego, CA nel 2006.

I distaccamenti sono guidati da un ufficiale in carica, normalmente un tenente comandante, e in genere si schierano con uno o due elicotteri e un complemento di piloti, marinai, meccanici e tecnici.

## Insegne
Sulla sinistra le due vecchie insegne utilizzate dal HSM-49.

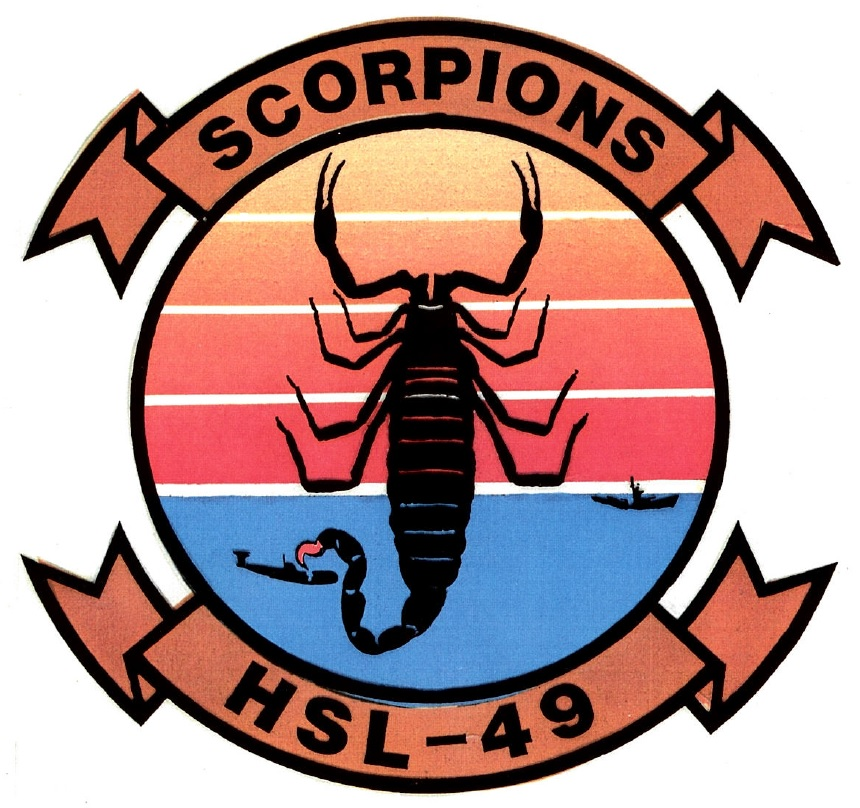
Patch originale del HSL-49 utilizzata dal 1990 al 2002.

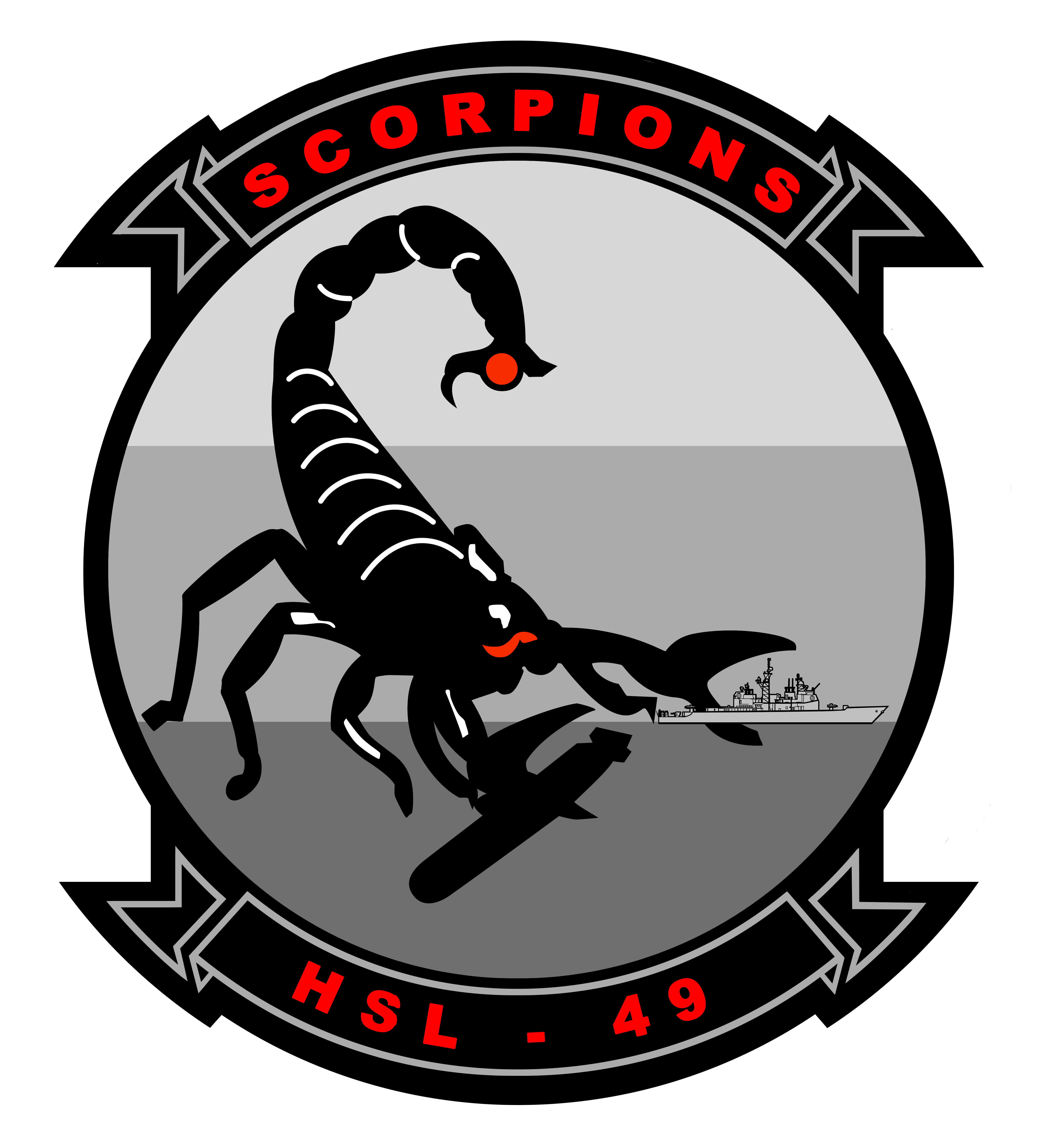
Patch del HSL-49 utilizzata dal 2002 al 2015